# Hmong-Mien-Sprachen
Die Hmong-Mien- oder Miao-Yao-Sprachen bilden eine kleine Gruppe genetisch verwandter Sprachen, die vor allem in Südchina, aber auch in Nordvietnam, Laos und Thailand gesprochen werden. Dazu gehören etwa 20 Sprachen mit rund 14–15 Millionen Sprechern. Hmong (Miao) und Mien (Yao) bilden die beiden Hauptzweige dieser Sprachfamilie. Eine weitere Sprache – das She oder Ho Nte – könnte einen dritten Zweig darstellen.

## Bezeichnungen
Miao ist die chinesische Bezeichnung dieser Volksgruppe(n); Selbstbezeichnungen sind Hmôngz/Môngz, Hmoob, Moob, Hmub, Hmongb, Hmaob, Xongb etc.
Yao bzw. Yaao ist die chinesische bzw. thailändische Bezeichnung der anderen großen Gruppe; Selbstbezeichnungen sind Mien (in Thailand), Buod nuox [po43 no13] und Dungb nuox [tuŋ33 no13] etc. (in China).

## Ethnische Gruppen
Zu den ethnischen Gruppen siehe die Artikel Miao und Yao. Allerdings stimmen ethnische und linguistische Zuordnung nicht überein. So gibt es ethnische Yao, die Miao-Sprachen sprechen (z. B. Bunu und Baheng), oder ethnische Miao, die zu Tai-Kadai- oder chinesischen Sprachen übergegangen sind. In China zählt bei Zuordnungen zu bestimmten Minderheiten in der Regel das Ethnos, nicht die Sprache, so dass entsprechende Minoritätenzahlen selten Aufschluss über Sprecherzahlen geben.

## Verwandtschaft mit anderen Sprachen
Früher wurden die Hmong-Mien-Sprachen von manchen – vor allem chinesischen – Forschern wegen ihres Tonsprachencharakters und der großen Anzahl von chinesischen Lehnwörtern zu den sinotibetischen Sprachen gerechnet. Diese Meinung wird heute nicht mehr vertreten.
Dagegen werden die Hmong-Mien-Sprachen von einigen Forschern (z. B. Paul K. Benedict) mit den austroasiatischen, austronesischen, sinotibetischen, japanischen und den Tai-Kadai-Sprachen zu den Makrofamilien „Austrisch“ oder „Ostasiatisch“ zusammengefasst.

Stanley Starosta erstellte durch seine Analysen ein Diagramm, welches die Sprachzweige und den ungefähren Verwandtschaftsgrad der Ostasiatischen Sprachfamilie zeigt:
|                         | Austroasiatisch                                             |
|                         |                                                             |
|                         | \| \| Austronesisch \| \| \| \| \| \| Tai-Kadai \| \| \| \| |
| Vorlage:Klade/Wartung/4 |                                                             |
|                         | Austronesisch                                               |
|                         |                                                             |
|                         | Tai-Kadai                                                   |
|                         |                                                             |

|  | Austronesisch |
|  |               |
|  | Tai-Kadai     |
|  |               |

|                         | Austroasiatisch                                             |
|                         |                                                             |
|                         | \| \| Austronesisch \| \| \| \| \| \| Tai-Kadai \| \| \| \| |
| Vorlage:Klade/Wartung/4 |                                                             |
|                         | Austronesisch                                               |
|                         |                                                             |
|                         | Tai-Kadai                                                   |
|                         |                                                             |

|  | Austronesisch |
|  |               |
|  | Tai-Kadai     |
|  |               |

|                         | Austroasiatisch                                             |
|                         |                                                             |
|                         | \| \| Austronesisch \| \| \| \| \| \| Tai-Kadai \| \| \| \| |
| Vorlage:Klade/Wartung/4 |                                                             |
|                         | Austronesisch                                               |
|                         |                                                             |
|                         | Tai-Kadai                                                   |
|                         |                                                             |

|  | Austronesisch |
|  |               |
|  | Tai-Kadai     |
|  |               |

|                         | Austroasiatisch                                             |
|                         |                                                             |
|                         | \| \| Austronesisch \| \| \| \| \| \| Tai-Kadai \| \| \| \| |
| Vorlage:Klade/Wartung/4 |                                                             |
|                         | Austronesisch                                               |
|                         |                                                             |
|                         | Tai-Kadai                                                   |
|                         |                                                             |

|  | Austronesisch |
|  |               |
|  | Tai-Kadai     |
|  |               |

Diese Klassifikation ist allerdings höchst umstritten.

## Klassifikation der Hmong-Mien-Sprachen

### Klassifikation nach Kausen
Hmong-Mien-Sprachen (Miao-Yao) (21 Sprachen, 6,3 Mio. Sprecher)
- Hmong (Miao, Meo) (15 Sprachen, 4,6 Mio.; Südchina, auch Thailand, Vietnam, Laos)
  - Xiangxi (West-Hunan)
    - Hmong Xiangxi (Nord-Hmong, Rote Miao) (800 Tsd.)

  - Chuanqiandian (Sichuan-Guizhou-Yunnan)
    - Hmong Njua (Miao Chuanqiandian, West-Hmong) (1,3 Mio.)
    - Hmong Daw (Weiße Miao, Meo Kao) (170 Tsd.)
    - Hmong Huishui (140 Tsd.)
    - Hmong Mashan (90 Tsd.)
    - Hmong Luopohe (Xijia Miao) (40 Tsd.)
    - Hmong Dian (Ta Hua Miao, Flowery Miao) (200 Tsd.)
    - Hmong Guiyang (80 Tsd.)
    - Hmong Chonganjiang (70 Tsd.)

  - Qiandong (Ost-Guizhou)
    - Hmong Qiandong (Ost-Hmong, Schwarze Miao) (1,4 Mio.)

  - Bunu
    - Bunu (Punu, Bunao) (250 Tsd., ethnisch 450 Tsd. YAO)
    - Baheng (Pa Heng, Pa Then) (30 Tsd., ethnisch YAO)
    - Wunai (20 Tsd.)
    - Younuo (10 Tsd.)
    - Jiongnai (Kiang Nai) (1 Tsd.)

- Mien (Yao) (5 Sprachen, 1,7 Mio. Sprecher; Südchina, Vietnam, Thailand, Laos)
  - Mian-Jin
    - Yao (Iu Mien, Mien) (1,3 Mio.)
    - Kim Mun (Mun, Lantin, Hainan 'Miao') (280 Tsd.)
    - Biao Mien (Biao Mon, Biaoman) (20 Tsd.)

  - Biao-Jiao
    - Biao Jiao Mien (Biao Chao) (40 Tsd.)

  - Zaomin
    - Ba Pai (Yao Min, Zaomin) (60 Tsd.)

- She
  - She (Huo Nte, Ho Nte) (1 Tsd., ethnisch 630 Tsd.).

Die Sprachnamen in Klammern (…) sind alternative Namen. Die dialektale Gliederung der größeren Sprachen findet man mit dem angegebenen Link.

### Alternative Klassifikation
Eine etwas ausführlichere Klassifikation findet sich bei Lewis (2009):
In runden Klammern ist die Anzahl der zugehörigen Sprachen, in eckigen der Sprachcode angegeben.
Hmong-Mien (38)
- Hmongic (32)
  - Bunu (4)
    - Bunu, Bu-Nao [bwx] (China)
    - Bunu, Jiongnai [pnu] (China)
    - Bunu, Wunai [bwn] (China)
    - Bunu, Younuo [buh] (China)

  - Chuanqiandian (22)
    - Ge [hmj] (China)
    - Hmong Dô [hmv] (Vietnam)
    - Hmong Don [hmf] (Vietnam)
    - Hmong Njua [hnj] (Laos)
    - Miao, Zentral-Huishui [hmc] (China)
    - Miao, Zentral-Mashan [hmm] (China)
    - Miao, Chuanqiandian Cluster [cqd] (China)
    - Miao, Östliches Huishui [hme] (China)
    - Miao, Horned [hrm] (China)
    - Miao, Large Flowery [hmd] (China)
    - Miao, Luopohe [hml] (China)
    - Miao, Nördliches Guiyang [huj] (China)
    - Miao, Nördliches Huishui [hmi] (China)
    - Miao, Nördliches Mashan [hmp] (China)
    - Miao, Small Flowery [sfm] (China)
    - Miao, Südliches Guiyang [hmy] (China)
    - Miao, Südliches Mashan [hma] (China)
    - Miao, Südwestliches Guiyang [hmg] (China)
    - Miao, Südwestliches Huishui [hmh] (China)
    - Miao, Westliches Mashan [hmw] (China)
    - Miao, Weiße [mww] (China)
    - Sinisiertes Miao [hmz] (China)

  - Pa-hng (1)
    - Pa-Hng [pha] (China)

  - Qiandong (3)
    - Miao, Östliches Qiandong [hmq] (China)
    - Miao, Nördliches Qiandong [hea] (China)
    - Miao, Südliches Qiandong [hms] (China)

  - Xiangxi (2)
    - Miao, Östliches Xiangxi [muq] (China)
    - Miao, Westliches Xiangxi [mmr] (China)
- Ho Nte (1)
  - She [shx] (China) (unklar)
- Mienic (5)
  - Biao-Jiao (1)
    - Biao-Jiao Mien [bje] (China)

  - Mian-Jin (3)
    - Biao Mon [bmt] (China)
    - Iu Mien [ium] (China)
    - Kim Mun [mji] (China)

  - Zaomin (1)
- Dzao Min [bpn] (China)

## Linguistische Eigenschaften
Die Hmong-Mien-Sprachen besitzen wie das Chinesische hauptsächlich monosyllabische Lexeme (einsilbige Wortstämme), daraus transparent gebildete Komposita (zusammengesetzte Wörter) und nur sehr wenige morphologische Affixe (Präfixe oder Suffixe zur Bildung nominaler und verbaler Formen). Grammatische Funktionen werden vor allem durch freie Partikeln ausgedrückt. Das große Phoneminventar besteht aus bis zu 50 Konsonanten (darunter Retroflexe und Uvulare, pränasalisierte, glottalisierte und aspirierte Verschlusslaute) sowie sechs Vokalen. Alle Hmong-Mien-Sprachen sind tonal, sie haben zwischen sieben und zwölf phonemisch relevante Töne. In großem Umfang wurden Wörter aus dem Chinesischen entlehnt.